# Adunaico
El adunaico, también escrito adûnaico (castellanizaciones de adûnaic o adûnaikh, «idioma del Oeste»), es una lengua artificial que J. R. R. Tolkien construyó para los habitantes de la isla de Númenor, ubicada al oeste de la Tierra Media, el mundo en que se ambientan la mayoría de sus relatos. Cuando los númenoreanos fundaron colonias comerciales y fortalezas en la Tierra Media y con el tiempo, su lengua evolucionó y se mezcló con idiomas locales, pasando a ser llamada adûni «occidental» (oestron es una traducción ficticia al castellano) o Lengua Común. Su léxico contenía muchos préstamos de las lenguas élficas, pero su gramática se asemejaba más a la del khuzdul, la lengua de los Enanos. Aunque Tolkien escribió solo unas pocas frases y palabras sueltas en adunaico, desarrolló ampliamente su gramática en El informe Lowdham, parte de la obra Los papeles del Notion Club, publicado después de su muerte por su hijo Christopher.

## Historia
Al final de la Guerra de la Cólera, los Valar hicieron surgir una isla de las profundidades del Océano para los sobrevivientes de los Edain. La mayor parte de ellos era miembro de la Casa de Hador y fue su idioma el que originó al adunaico. Durante la estancia en Beleriand ya había recibido léxico del sindarin y al llegar a la isla se añadieron palabras y giros del quenya y del telerin de Tol Eressëa.
El adunaico era la lengua cotidiana de los númenoreanos, y el sindarin también era ampliamente usada o al menos comprendida, mientras que el quenya era la que se usaba en documentos oficiales y en los textos eruditos. De este modo, los idiomas élficos tuvieron una influencia constante en el desarrollo del adunaico a lo largo de los más de tres milenios de existencia de la isla.
Cuando los númenoreanos comenzaron a envidiar la inmortalidad de los Elfos, empezó a disminuir la estima por sus lenguas y el adunaico comenzó a ganar terreno. El primer rey de Númenor que abandonó la costumbre de usar un nombre quenya fue Ar-Adûnakhor, aunque en los registros se escribió Tar-Herunúmen. Ambos nombres significan «Señor de Occidente» (los prefijos ar y tar quieren decir «rey») y quienes mantenían la amistad con los Eldar los consideraron una blasfemia contra los Valar. Su tataranieto intentó enmendar la situación y usó el nombre élfico Tar-Palantir, «el que mira lejos», junto a su nombre adunaico Ar-Inziladûn, «flor del Oeste». Sin embargo, sus descendientes volvieron a preferir el adunaico y a prohibir el uso de los idiomas élficos. Cuando el último rey Ar-Pharazôn llevó a Sauron a Númenor, la situación de las lenguas élficas empeoró aún más y por tanto, fue la época de mayor uso de la lengua adunaica. En algunas versiones de la historia, los númenoreanos hablaban solo sindarin y fue Sauron quien «revivió» la lengua que sus antepasados habían hablado antes de encontrarse con los Elfos.
Los supervivientes de la Caída de Númenor usaban en su mayoría el sindarin, pues el adunaico era el idioma favorecido por los reyes soberbios que terminaron provocando la destrucción de su isla. Sin embargo, cuando se encontraron con los descendientes de las colonias establecidas en la Tierra Media, debieron aprender la variante de adunaico que éstos hablaban y que luego dio lugar a la Lengua Común.